# Hamilton K. Wheeler

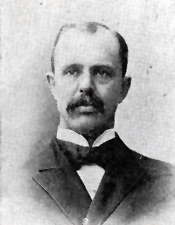
Hamilton K. Wheeler

Hamilton Kinkaid Wheeler (* 5. August 1848 in Ballston, Saratoga County, New York; † 19. Juli 1918 in Kankakee, Illinois) war ein US-amerikanischer Politiker. Zwischen 1893 und 1895 vertrat er den Bundesstaat Illinois im US-Repräsentantenhaus.

## Werdegang
Im Jahr 1852 kam Hamilton Wheeler mit seinen Eltern in das Kankakee County in Illinois. In seiner neuen Heimat besuchte er sowohl öffentliche als auch private Schulen. Nach einem anschließenden Jurastudium und seiner 1871 erfolgten Zulassung als Rechtsanwalt begann er in Kankakee in diesem Beruf zu arbeiten. Gleichzeitig schlug er als Mitglied der Republikanischen Partei eine politische Laufbahn ein. Im Jahr 1884 gehörte er dem Senat von Illinois an.
Bei den Kongresswahlen des Jahres 1892 wurde Wheeler im neunten Wahlbezirk von Illinois in das US-Repräsentantenhaus in Washington, D.C. gewählt, wo er am 4. März 1893 die Nachfolge des Demokraten Herman W. Snow antrat. Da er im Jahr 1894 auf eine weitere Kandidatur verzichtete, konnte er bis zum 3. März 1895 nur eine Legislaturperiode im Kongress absolvieren. Nach dem Ende seiner Zeit im US-Repräsentantenhaus praktizierte Wheeler wieder als Anwalt. In den Jahren 1896 und 1900 war er Delegierter zu den Republican National Conventions, auf denen jeweils William McKinley als Präsidentschaftskandidat nominiert wurde. Er starb am 19. Juli 1918 in Kankakee.